# Carl Nicholas Reeves
Carl Nicholas Reeves (28. srpna 1956) je britský archeolog a egyptolog, známý popularizátor této vědy.
Je specialistou na egyptskou historii a materiální kulturu. Absolvoval studium starověké historie na University College v Londýně (1979). Získal titul Ph.D. v Egyptologii (studium archeologie v Údolí králů, se zaměřením na vykrádání hrobek a ukládání královských mumií) na univerzitě v Durhamu (1984). Několik let působil jako kurátor egyptského oddělení Britského muzea. V současné době je ředitelem výzkumného projektu Amarnské královské hrobky v Údolí králů.